# Domenico De Leonardis
Domenico De Leonardis (Gioia del Colle, 17 ottobre 1893 – Gioia del Colle, 19 settembre 1972) è stato un politico italiano.

## Biografia
Sindacalista della CGIL ed esponente del PCI, è stato consigliere provinciale a Bari. 
Viene eletto senatore della Repubblica nella III legislatura nel collegio di Barletta-Trani, restando in carica dal 1958 al 1963.